# Pretor
Pretor (makedonska: Претор) är en ort i Nordmakedonien. Den är belägen i kommunen Resen, i den sydvästra delen av landet, 120 kilometer söder om huvudstaden Skopje. Pretor ligger 896 meter över havet och antalet invånare är 190. Den ligger vid Prespasjön.